# Jerome Rothenberg
Jerome Rothenberg (Nova Iorque, 11 de dezembro de 1931 – 21 de abril de 2024) foi um poeta, ensaísta, tradutor, performer e antologista dos Estados Unidos.

## A poética e a atividade cultural
Contemporâneo dos poetas do grupo que ficou conhecido como Escola de Nova Iorque, Rothenberg se manteve, no entanto, independente de todas as poéticas norte-americanas surgidas após a II Guerra Mundial.
Tendo trabalhado em conjunto com Gary Snyder, no final dos anos de 1960 torna-se um dos criadores e principais teóricos do que definiria com o termo “etnopoética”, uma poética que propõe pensarmos a poesia fora do espaço literário ocidentalizado, operando "trocas simbólicas entre os universos, acendendo suas urgências e universalidades", proporcionando "uma miscigenação" entre culturas.
Considerando o viés primitivista de suas ideias, a respeito da relação entre a poesia moderna e a etnopoesia o poeta afirma que “é impossível apresentar o trabalho de um modernismo radical ou inovador sem mapear ao mesmo tempo alguns traços dos velhos mundos, trazidos novamente ao presente e vistos assim como se da primeira vez, para ajudar a nos mostrar onde estamos”.
Em 1968 edita a antologia Technicians of the Sacred e, em conjunto com o poeta David Antin, passa a editar a revista some/thing, que publicou vários poetas que retomavam as estratégias das primeiras vanguardas.
No início dos anos de 1970, passa a editar publicações como a revista "Alcheringa", esta com Dennis Tedlok, na qual passa a publicar a literatura oral, canções, lendas folclóricas, mitos, etc., de povos considerados primitivos, promovendo a sua tradução, e trazendo um "sumário de intenções" da etnopoética em seu primeiro número. A partir deste trabalho, pretenderam os fundadores da revista, entre outros objetivos, trazer uma informação atualizada, aproximando-se das "propostas de todas as vanguardas", expandindo, através do conhecimento da poesia tribal/oral o conhecimento "do que um poema pode ser", alterando o alcance da sua definição. Também declaram como sua intenção "combater o genocídio cultural em todas as suas manifestações", promovendo um confronto com a massificação cultural e o extermínio de culturas consideradas menores e ultrapassadas.

## Morte
Rothenberg morreu no dia 21 de abril de 2024, aos 92 anos.

## Obras selecionadas

### Poesia
- White Sun Black Sun (1960)
- Poland/1931 (1974)
- That DADA Strain (1983)
- New Selected Poems 1970-1985 (1986)
- Poems for the Game of Silence 1960-1970 (2000)

### Ensaios
- Pre-Faces & Other Writings (1981)
- Poetics & Polemics (1980-2005)

### Antologias organizadas
- Technicians of the Sacred (1968)
- Reading of American Poetry from Pre-Columbian Times to the Present (1973)